# Sean Murray
Sean Harland Murray (Bethesda, 15 de noviembre de 1977) es un actor estadounidense. Es conocido por su papel de Timothy McGee en la serie de televisión NCIS y por el papel de Danny Walden en la serie JAG. También interpretó a Thackery Binx en la película Hocus Pocus.

## Biografía

### Familia y estudios
Murray nació en Bethesda, Maryland. Es hijo de Vivienne Bellisario, quien es la 4ª esposa del productor y guionista Donald P. Bellisario. Murray pasó sus primeros años de vida cerca de Coffs Harbour, en Nueva Gales del Sur, Australia, y tiene la doble nacionalidad en los Estados Unidos y Australia. Estudió en la Bonita Vista Junior High School en Chula Vista, California.

### Carrera como actor
Comenzó su carrera como actor trabajando en la película cómica Backfield in Motion (1991). Sus otras actuaciones incluyen un papel como actor de reparto en series como Harts of the West (1993) y JAG (1995), y un pequeño papel en la comedia de situación The Random Years (2002). Ha realizado múltiples apariciones como artista invitado en series como ER (1994). Además ha figurado como protagonista en Too Romantic (1992) y también en varias películas como Hocus Pocus (1993), y This Boy's Life (1993). Desde 2003 interpreta al agente Timothy McGee en la serie NCIS, papel que al principio interpretaba de forma recurrente en la serie.

## Vida personal
Está casado con Carrie James desde el 26 de noviembre de 2005, con la que tiene dos hijos: Caitlyn Melissa Murray, nacida el 3 de mayo de 2007 y River James Murray, nacido el 22 de abril de 2010.
Murray es hijastro de Donald P. Bellisario, productor de NCIS, hermano de Chad W. Murray, quien ha trabajado en la realización de NCIS, y hermanastro de David Bellisario y Julie B. Watson, que han trabajado en la producción de NCIS. También es hermanastro de Troian Bellisario, que interpretó a Sarah McGee en NCIS y a Spencer Hastings en la serie 'Pretty Little Liars', y de Michael Bellisario, que interpretó a Charles "Chip" Sterling también en NCIS.

## Filmografía

### Películas
| Película | Película                 | Película         | Película     |
| -------- | ------------------------ | ---------------- | ------------ |
| Año      | Título                   | Rol              | Nota         |
| 1991     | Backfield in Motion      | Joe Jr           | Telefilme    |
| 1992     | Too Romantic             | Tim              | cortometraje |
| 1993     | Hocus Pocus              | Thackery Binx    |              |
| 1993     | Murder on the Rio Grande | Matthew Keene    | Telefilme    |
| 1993     | This Boy's Life          | Jimmy Voorhees   |              |
| 1995     | Trial by Fire            | Danny            | Telefilme    |
| 1996     | The Lottery              | Henry Watkins    | Telefilme    |
| 1996     | Fall Into Darkness       | Jerry Price      | Telefilme    |
| 1996     | For My Daughter's Honor  | Ralph            |              |
| 1997     | The Sleepwalker Killing  | Christopher Lane |              |
| 2001     | Spring Break Lawyer      | Nick Kepper      |              |

### Televisión
| Televisión     | Televisión          | Televisión                   | Televisión   |
| -------------- | ------------------- | ---------------------------- | ------------ |
| Año            | Título              | Rol                          | Notas        |
| 1992           | Civil Wars          | Chris Conway                 | 1 episodio   |
| 1993 - 1994    | Harts of the West   | Zane Grey Hart               | 15 episodios |
| 1995           | Silk Stalkings      | Derek Paston                 | 1 episodio   |
| 1995           | ER                  | Bret Maddocks                | 1 episodio   |
| 1998-2001      | JAG                 | Danny Walden                 | 6 episodios  |
| 1999           | Touched by an Angel | Agente William 'Will' Heller | 1 episodio   |
| 2000           | Boston Public       | David                        | 1 episodio   |
| 2002           | The Random Years    | Todd Mitchell                | 1 episodio   |
| 2003- presente | NCIS                | Agente Timothy McGee         |              |
| 2017           | NCIS: New Orleans   | Agente Timothy McGee         | 1 episodio   |